# آن سكوت (كاتبة)
آن سكوت (بالإنجليزية: Ann Scott)‏ هي كاتِبة بريطانية، ولدت في 1950.